# Giuseppe Giulietti (politico)
Giuseppe Giulietti, detto Beppe (Roma, 19 ottobre 1953), è un giornalista, sindacalista e politico italiano.

## Biografia

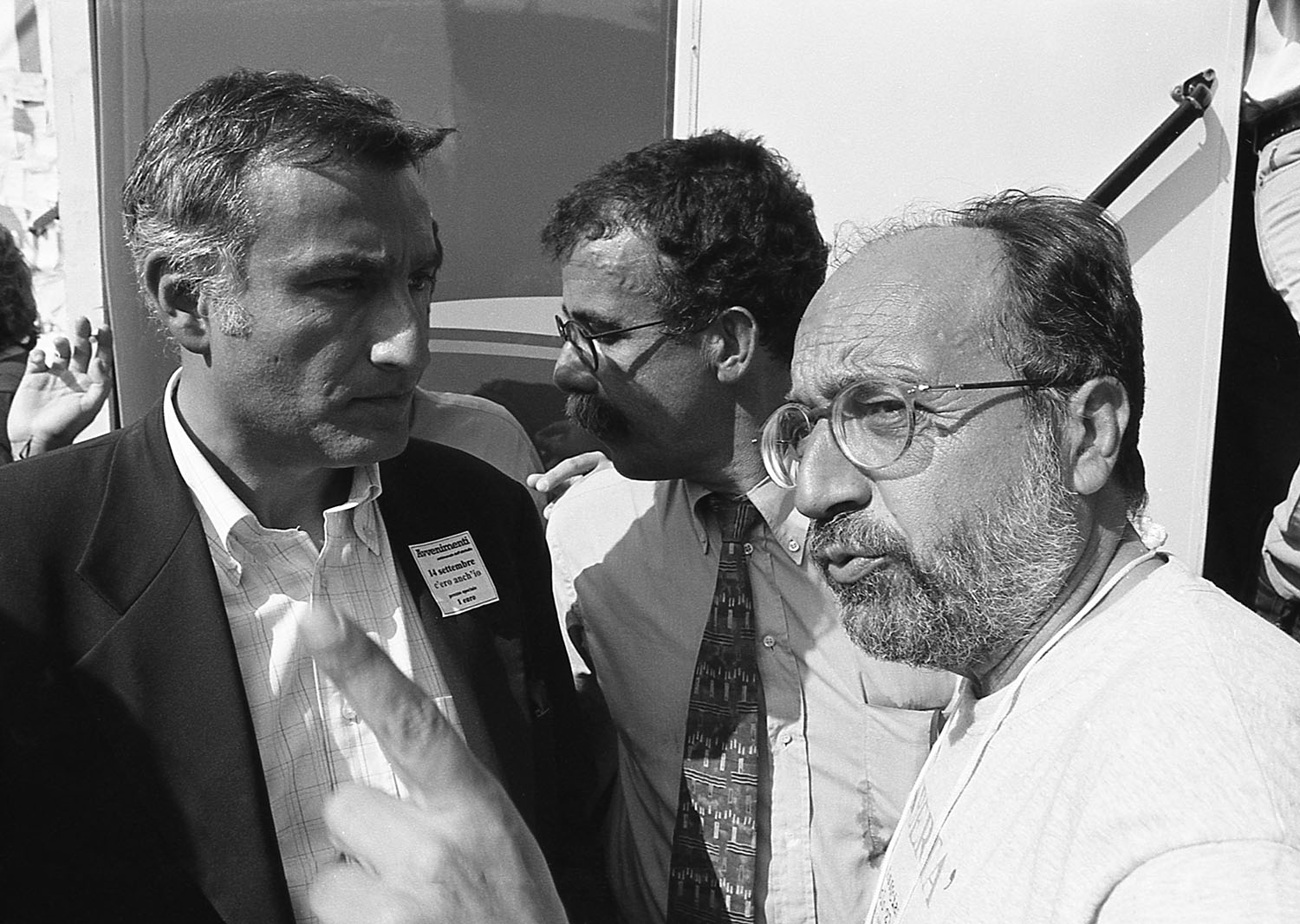
Giuseppe Giulietti con Piero Marrazzo e Sandro Ruotolo alla manifestazione per la libertà di stampa a piazza San Giovanni, Roma 14 settembre 2002

Nato a Roma, ha frequentato le scuole elementari a Napoli, le medie e il liceo classico a Venezia, e si è laureato in Lettere nella Capitale, con una tesi sulla storia delle religioni dedicata agli anabattisti. Entrato in Rai attraverso un concorso per praticanti nel 1979, diventò professionista nel gennaio 1982; è iscritto nell'Ordine dei Giornalisti del Veneto.
È stato anche inviato de La Domenica Sportiva, e dopo l'aspettativa per i mandati parlamentari ha ripreso servizio nell'azienda radio-televisiva pubblica nel 2013, assegnato alla Testata Giornalistica Regionale di Venezia, sede dove aveva trascorso un decennio a inizio carriera, e dove ha lavorato come redattore ordinario fino al pensionamento (2017). Ha un blog sul sito de Il Fatto Quotidiano.

### Attività sindacale
Ha iniziato come consigliere del Sindacato Giornalisti del Veneto, e Consigliere della Federazione Nazionale Stampa Italiana (FNSI), il sindacato unitario di categoria, di cui è stato vice-segretario; dal 1989 al 1992 è stato segretario dell'Usigrai, il sindacato di base dei giornalisti Rai.
Da sempre impegnato in difesa di una comunicazione libera e trasparente, nel 1986 fu tra i fondatori del Gruppo di Fiesole, laboratorio di idee che ispirò poi la corrente sindacale Autonomia e solidarietà, e nel 2002 dell'associazione Articolo 21, liberi di..., della quale è stato anche portavoce. Eletto il 16 dicembre 2015 Presidente della FNSI, è stato rieletto il 15 febbraio 2019 per il quadriennio 2019-2023.

### Attività politica
Deputato dalla dodicesima alla sedicesima legislatura, è diventato parlamentare per la prima volta nel 1994 (indipendente dei Progressisti) ed è stato rieletto per altri quattro mandati, sempre alla Camera, nelle liste del Pds, poi dei Ds infine dell'Italia dei Valori iscrivendosi nei rispettivi gruppi parlamentari; il 29 luglio 2009 ha lasciato il gruppo parlamentare dell'Italia dei Valori per aderire a quello Misto, rimanendo a Montecitorio fino al marzo 2013. Fu fra i sostenitori dei referendum abrogativo del 1995 in materia televisiva.
Nei diciannove anni da deputato, ha fatto parte di numerosi organi della Camera, e in particolare delle seguenti Commissioni: Affari Costituzionali; Cultura (poi “Cultura, Scienza e Istruzione”); Giustizia; Istruzione; Commissione Speciale per il riordino del settore radio-televisivo; Commissione parlamentare per l'indirizzo generale e la vigilanza dei servizi radio-televisivi (la cosiddetta “Commissione Vigilanza RAI”).